# The Midnight (азербайджанская группа)
The Midnight — азербайджанская рок-группа, играющая в стиле прогрессивного металла.

## Состав
- Микаил Рафиев — вокалист
- Хафиз Бахышов — электро/акустическая гитара и бэк-вокал
- Кянан Алескеров — клавишник[1]

## История
Группа The Midnight была создана в 2006 году Хафизом Бахышевым и Андреем Кудиновым, которые ещё с 8-го класса средней школы увлекались рок-музыкой и усиленно занимались гитарой и бас гитарой соответственно. Уже тогда они решили собрать свою собственную рок-группу. Но официальной датой основания группы является 12 августа 2006 года, когда в коллектив входили Хафиз Бахышев, Микаил Рафиев, Андрей Кудинов и Теймур Велиев.
Микаил Рафиев был приглашен в группу в качестве вокалиста его другом Хафизом Бахышовым. Теймур Велиев был приглашен в группу в качестве барабанщика. Вскоре к группе также присоединилась клавишница Лейла Туаева, до этого уже успевшая проявить себя в рядах другой азербайджанской рок-группы Sadnos.
6 декабря Группа The Midnight отыграла свой первый сольный открытый концерт, который прошёл весьма успешно.
До весны 2007 года группа The Midnight успела записать несколько композиции, в том числе «She», «Life Trough Child’s Eyes» и «Midnight Kiss». Кроме того, группа выступила на нескольких местных рок-фестивалях, таких, как концерт с группой Equinox в баре Half Way Inn и концерт 14 октября 2007 года, в котором группа показала все, на что она была способна.
Определенную популярность группе принесло её участие в музыкальном проекте «Mən də varam» по азербайджанскому телеканалу Space в 2007 году, в котором были исполнены композиции She, Midnight Kiss и Fuck You All.
Весной 2007 года Лейла Туаева покинула The Midnight, а осенью того же года группу покинул Теймур Велиев по причине творческих разногласии (он хотел посвятить себя блэк-музыке). На замену ушедшему Теймуру Велиеву в группу пришел новый барабанщик Фярди Рамазанов, уже успевший принять участие в других азербайджанских группах Ferrum и Unformal.
В течение 2007—2008 годов группа выступала на различных концертах (таких как например концерты 3 и 24 февраля 2008, в баре «Кроссроадс», причем последний из них был посвящён дню рождению Курта Кобейна) и приступила к созданию своего дебютного альбома «23:61», но с появлением нового клавишника Кянана Алескерова в конце 2008 года, группа решила переделать практически готовый альбом, вследствие чего выход альбома «23:61» был отложен вплоть до лета 2010 года.
25 мая состоялся совместный концерт с группами ПРО’Н’КОН и Озан (бывший Equinox), который прошёл в баре Half Way Inn.
В 2009 году группа The Midnight приняла участие в международном музыкальном конкурсе «The Countdown», в котором, исполнив композицию «Red Haired», заняла 8-е место среди 43 стран мира, принявших участие в данном конкурсе.
К августу 2010 года вышел на свет альбом «23:61», в который вошли 8 композиции. Некоторые из этих композиции были показаны ранее в виде синглов. Вскоре после выхода альбома Фярди Рамазанов покинул группу.
В марте 2012 года в ходе интервью Микаил Рафиев подтвердил, что в своё время велись переговоры о выступлениях группы за рубежом, и что не исключено, что такие переговоры могут возобновиться в будущем.
В настоящее время, в связи с нехваткой членов группа считается распавшейся, хотя и не прекращает собираться и писать новую музыку.

## Дискография

### Синглы
1. She
2. Life Trough Child’s Eyes
3. Midnight Kiss
4. Fuck You All
5. Kedi/Take Just One Chance (2010)

### Альбомы

#### «23:61» (2010)
1. Ease
2. Splitting World
3. Escape
4. Red Haired
5. Unudulmuş
6. Reincarnation Pt.1
7. #4
8. Infinity

## Стилистика
С самого начала группа стремилась играть в стиле прогрессивного металла. На альбом «23:61» оказали колоссальное влияние такие группы, как Tool, Alter Bridge, Dream Theater и Opeth.